# Hebeloma marginatulum
Hebeloma marginatulum là một loài nấm ở Hymenogastraceae.